# Кара-Джалга
Кара-Джалга — посёлок железнодорожного разъезда в Новокубанском районе Краснодарского края.
Входит в состав Верхнекубанского сельского поселения.

## География
Улица одна — ул. Станционная.

## Население
| 2002 | 2010 |
| ---- | ---- |
| 24   | ↘13  |

## Инфраструктура
Путевое хозяйство. Действует железнодорожная платформа  (разъезд) Кара-Джалга.

## Транспорт
Автомобильный и железнодорожный транспорт. В 150 м от разъезда просёлочная дорога, ведущая до европейской автотрассы Е50